# Ureide
Gli ureidi sono una classe di composti organici derivati dall'acetilazione dell'urea, possono essere sia ciclici che aciclici e hanno una struttura di base pari a:
R-CO-NH-CO-NH2 o R-CO-NH-CO-NH-CO-R'
Hanno un ruolo importante nelle piante come ottimi fissatori di azoto, alcuni esempi possono essere:
- allantoina
- acido allantonico
- citrullina